# Аверьянов, Виталий Владимирович
Вита́лий Влади́мирович Аверья́нов (род. 17 октября 1973, Московская область) — российский философ, православный публицист и писатель, директор Института динамического консерватизма. Один из учредителей, заместитель председателя Изборского клуба. Доктор философских наук. Поэт и исполнитель своих песен.

## Биография
Родился в 1973 году под Москвой. В 1978 году семья переехала в Москву.
В 1996 году с отличием окончил факультет журналистики МГУ и поступил в аспирантуру философского факультета МГУ.
В 1998—1999 годах был главным редактором газеты «Православное книжное обозрение».
Активно публиковался как в академических, так и в популярных изданиях — таких как «Вопросы литературы», «Вопросы философии», «Общественные науки и современность», «Человек», «Вопросы культурологии», в журналах „Москва“, „Волшебная гора“, „Эксперт“, „Русский предприниматель“, „Политический класс“, „Свободная мысль“, "Московский вестник", "Трибуна русской мысли", "Главная тема", "Однако", "Наш современник", в „Философской газете“, „Московских новостях“, "Литературной газете", „Завтра“ и др. В 2000 году инициировал в „Независимой газете“ и ряде сетевых изданий дискуссию об идеологическом консерватизме, православном по своему источнику.
В 2000 году в МГУ защитил диссертацию на соискание ученой степени кандидата философских наук на тему: «Проблема традиции в русской философии XX века : Русское Зарубежье». Работал доцентом в московских вузах.
Специализировался на создании интернет-проектов. Разработал целый ряд издательских, информационных и сетевых проектов, среди которых Православие.Ru (запущен в 2000 году).
В 2000—2002 году директор информационных программ ООО Проектный центр „Докса“.
В 2002—2006 годах — научный сотрудник Института философии РАН.
В 2002—2005 годах руководитель и главный редактор издательства Общества сохранения литературного наследия. В течение нескольких лет сотрудничал в качестве составителя, автора вступительных статей и комментариев с издательством „Республика“ над Собранием сочинений В. В. Розанова под редакцией А. Н. Николюкина.
В 2005 году стал одним из учредителей Центра динамического консерватизма, занимавшегося разработкой доктрины консервативных преобразований в России („Русская доктрина — Сергиевский проект“).
В 2006—2008 годах заместитель председателя Фонда „Русский предприниматель“.
В 2008 г. в качестве исполнительного продюсера участвовал в создании документального фильма "Николай Второй: Сорванный триумф" (демонстрировался на телеканале "Россия").
В апреле 2009 года под его руководством учреждена общественная организация „Институт динамического консерватизма“.
В 2012 году в МГУ защитил диссертацию на соискание ученой степени доктора философских наук на тему: «Традиция как методологическая проблема в отечественной культурологии XX века » (Диссертационный совет Д 501.001.92).
Член Межсоборного присутствия Русской Православной Церкви первого созыва (2009—2014 гг.).
Член Русского интеллектуального клуба.
Лауреат премии „Русский позитив“ за лучшую публицистику (2013 г.). Лауреат премии журнала „Наш современник“ (2019 г.).
В сентябре 2012 года стал одним из учредителей Изборского клуба, его исполнительным секретарём, с 2016 года — заместитель председателя клуба.
Под его руководством выполнены такие коллективные работы как „Русская доктрина“ (2005), „Сбережение, развитие и преумножение нации“ (2006), „Преображение России“ (2007), доктрина „Молодое поколение России“ (2008, документ, обсуждавшийся на XII Всемирном Русском Народном Соборе), „Мы верим в Россию“ (2010), труды ИДК (2011—2014), "Русский ковчег: альтернативная стратегия мирового развития" (2020), "Идеология победы как национальный проект" (2021), "Аркаим XXI век - концепция геостратегического усиления России" (2022), больший цикл докладов Изборского клуба и др. Многие из этих работ, продолжающие и развивающие Русскую доктрину, вышли в сборнике „Мы верим в Россию. От Русской доктрины к Изборскому клубу“ (издательство „Русская цивилизация“, 2019).
Поэт, член Союза писателей России, автор песен.
В 2023 году опубликовал роман "Бесконечный спуск", посвященный путешествию души в инфернальном мире. Предисловие к роману написал Александр Проханов, в нем он отметил что "Аверьянов обогатил адоведение" и создал своего рода "навигатор по аду" для грешника, стремящегося вырваться из него.

## Санкции
7 января 2023 года, на фоне вторжения России на Украину, попал под санкции Украины как член Изборского клуба, на сайте которого «приведена дискредитирующая, очерняющая и представляющая в негативном свете Украину информация, ставящая под сомнение право украинской нации на самоопределение и собственную государственность, содержит призывы к нарушению территориальной целостности Украины, искажает историю».

## Дискография и клипы
ДИСКИ
- 2016, MP3-диск „25 песен“ (сольное исполнение).
- 2019, мультимедийный диск „Русская идея“.
- 2020, компакт-диск „Империя зла“.
- 2022, компакт-диск „Пророчество Серафима“.
- 2022, компакт-диск „Николин день“.
- 2023, сингл "Свидание со Христом".
- 2023, сольный концерт на День-ТВ (видео).
- 2025, компакт-диск „Шокотерапия“.

КЛИПЫ
В 2018 году выпустил три мультипликационных клипа на свои песни (студия KBAS-Media, режиссер-мультипликатор Сергей Колесников):
- „Эпическая хроника. 1994“;
- „Наказ Путину“, две серии которого набрали суммарно за десять дней более миллиона просмотров на YouTube.com и в соцсетях[8];
- „Начальник“ .

В 2019—2020 гг. опубликованы четыре видеоклипа (режиссер Е.Карпинский):
- „Осень“
- „Ничего“
- «Молния»
- «Эмигранты новой волны».

В 2020 г. также вышло фан-видео на песню "Кошмар Ивана-дипломата".
В 2021 г. опубликованы видеоклипы:
- «За Хлебникова», режиссер Erland Kelter
- «Вакцина от смерти», режиссер Erland Kelter
- «Победишь!», режиссер Евгений Карпинский
- «Догадка», режиссер Евгений Крылов
- «Апофатическая Русь», режиссер Евгений Крылов
- «Незримая судьба», режиссер Евгений Карпинский.

В 2022 г. опубликованы видеоклипы:
- «Пророчество Серафима», режиссер Евгений Крылов
- «Победоносец», режиссер Евгений Карпинский
- «О взятии Казанском», режиссер Евгений Крылов
- "2020 год (из эпических хроник)", режиссер Л. Басин
- «Второе письмо 100 деятелей российской культуры», режиссер Л. Басин

В 2023-2025 гг. опубликованы видеоклипы:
- «Огни», режиссер Евгений Крылов
- «Обморок (1)», режиссер Евгений Крылов
- Новая версия клипа «Победоносец», режиссер Евгений Карпинский

## Цитаты
- Дискуссия о советском прошлом не должна вестись как бесконечное перетягивание каната между партией обличителей ГУЛАГа (а также: террора, классовой борьбы, ликвидации старой интеллигенции, крестьянства и духовенства и т.д.) и партией воспевателей мирного атома (а также Великой Победы, первого спутника и Гагарина, достижений советской науки, высокой планки советского образования и т.д.). Нужно уметь видеть все вместе, в объемной картине прошлого. История всегда такова — в ней не отыщешь золотого века.